# Bokutachi no kōgen hoteru
Bokutachi no kōgen hoteru (僕たちの高原ホテル?, Bokutachi no kōgen hoteru, lett. "Il nostro Kogen Hotel") è un film del 2013 diretto da Kenji Yokoi.

## Trama
Ayumi Aizawa è un giovane solitario senza famiglia che lavora al Forest Hyde Press Hotel come uomo delle pulizie. Anche il suo defunto nonno Kenzaburo lavorava nello stesso hotel che, a quel tempo, era noto per la sua ospitalità.
Ora, l'hotel non è niente più che un albergo ordinario ed il nuovo direttore Ryuuya Sawashiro vuole riportarlo ai suoi giorni di gloria...